# Riccardo Chailly
Pour les articles homonymes, voir Chailly.
Riccardo Chailly, né le 20 février 1953 à Milan, est un chef d'orchestre italien.

## Biographie
Riccardo Chailly naît dans une famille de musiciens et c'est son père, Luciano Chailly, qui lui enseigne la composition.
À 20 ans, il devient l'assistant de Claudio Abbado à La Scala.
En 1982, il devient chef principal du DSO Berlin, poste qu'il occupe jusqu'en 1989.
De 1983 à 1986, il est premier chef invité de l'Orchestre philharmonique de Londres.
Le 6 janvier 1985, il fait ses débuts à l'Orchestre royal du Concertgebouw d'Amsterdam avec un programme consacré à des compositeurs italiens contemporains, ne remplissant qu'un quart de la salle ; son deuxième programme donné le 12 janvier 1985, plus classique, a un meilleur succès. Le 1er septembre 1988 il devient le nouveau chef permanent de l'orchestre, le premier non Néerlandais depuis près d'un siècle. Chailly y dirige des intégrales des symphonies de Bruckner et de Mahler et élargit le répertoire de l'orchestre à des compositeurs contemporains : Edgar Varèse (intégrale de la musique orchestrale), Paul Hindemith (Kammermusik), Dmitri Chostakovitch (musiques de film) ou Alexander von Zemlinsky (Symphonie lyrique). Il conclut sa collaboration avec le Concertgebouw en juin 2004 par l'enregistrement de la Symphonie nº 9 de Mahler. L'orchestre le nomme « chef émérite » en 2003.
De 1986 à 1993, il est directeur musical du Teatro Musicale de Bologne.
De 1999 à 2005, il dirige l'Orchestre symphonique Giuseppe-Verdi de Milan.
De 2005 à 2016, Chailly est Generalmusikdirektor à Leipzig et Kapellmeister de l'Orchestre du Gewandhaus. Il est directeur musical de l'opéra de Leipzig de 2005 à 2009, remplacé par Ulf Schirmer.
En 2015, il est considéré comme le meilleur chef d'orchestre du monde par la critique musicale professionnelle.
Il est actuellement directeur musical de l'Orchestre du festival de Lucerne, depuis 2016, et directeur musical du théâtre de La Scala de Milan, depuis 2017.
En tant que chef invité, il a dirigé des concerts de l'Orchestre philharmonique de Berlin, l'Orchestre philharmonique de Vienne, l'Orchestre symphonique de Londres, l'Orchestre philharmonique de New York, l'Orchestre symphonique de Chicago, l'Orchestre de Cleveland ou encore l'Orchestre de Philadelphie et des représentations à l'Opéra royal de Covent Garden, au Metropolitan Opera, à l'Opéra d'État de Bavière et au Festival de Salzbourg. Il a également dirigé l'orchestre londonien National Philharmonic Orchestra à l'occasion d'enregistrements en studio, par exemple, Guillaume Tell, opéra de Gioachino Rossini.

## Discographie sélective
- Jean-Sébastien Bach, Concertos brandebourgeois, Orchestre du Gewandhaus de Leipzig. 2 CD, Decca, 2010.
- Jean-Sébastien Bach, Passion selon saint Matthieu, Orchestre du Gewandhaus de Leipzig. 2 CD, Decca, 2010.
- Jean-Sébastien Bach, Oratorio de Noël, Orchestre du Gewandhaus de Leipzig. 2 CD, Decca, 2010.
- Jean-Sébastien Bach, 5 concertos pour clavier BWV 1052-1956, Ramin Bahrami, piano, Orchestre du Gewandhaus de Leipzig. CD, Decca, 2011.
- Béla Bartók, Concerto pour orchestre, Le Mandarin merveilleux, Orchestre royal du Concertgebouw. CD, Decca, 2001.
- Ludwig van Beethoven, Concertos pour piano n°1-5, Fantaisie chorale op. 80, Alicia de Larrocha, piano, Rundfunk-Sinfonieorchester Berlin. 3 CD, Decca, 1986.
- Ludwig van Beethoven, Messe en ut majeur, Mer calme et heureux voyage, Rundfunk-Sinfonieorchester Berlin. CD, Decca, 1987.
- Ludwig van Beethoven, Les symphonies, Orchestre du Gewandhaus de Leipzig. 5 CD, Decca, 2011.
- Johannes Brahms, Les 4 symphonies, Orchestre du Gewandhaus de Leipzig. 3 CD, Decca, 2006.
- Johannes Brahms, Les concertos pour piano, Nelson Freire, piano, Orchestre du Gewandhaus de Leipzig. 2 CD, Decca, 2006.
- Johannes Brahms, Les sérénades, Orchestre du Gewandhaus de Leipzig. CD, Decca, 2015.
- Anton Bruckner, Les symphonies, Deutsches Symphonie-Orchester Berlin, Orchestre royal du Concertgebouw. 10 CD, Decca, 2003.
- Dmitri Chostakovitch, L'album de jazz, Suites de jazz, Concerto pour piano n°1, Tahiti Trot, Ronald Brautigam, piano, Peter Masseurs, trompette, Orchestre royal du Concertgebouw. CD, Decca, 1992.
- Dmitri Chostakovitch, L'album de danse, Orchestre de Philadelphie. CD, Decca, 1996.
- Dmitri Chostakovitch, L'album du film, Orchestre royal du Concertgebouw. CD, Decca, 1999.
- George Gershwin, Rhapsody in Blue, Concerto en fa, Catfish Row, Rialto Ripples, Stefano Bollani, piano, Orchestre du Gewandhaus de Leipzig. CD, Decca, 2010.
- Umberto Giordano, Andrea Chénier, National Philharmonic Orchestra. 2 CD, Decca, 1984.
- Paul Hindemith, Kammermusik, Orchestre royal du Concertgebouw. CD, Decca, 1992.
- Ruggero Leoncavallo, Pagliacci, Orchestre royal du Concertgebouw. CD, Decca, 2000.
- Franz Liszt, Faust-Symphonie, Orchestre royal du Concertgebouw. CD, Decca, 1993.
- Gustav Mahler, Les symphonies, Rundfunk-Sinfonieorchester Berlin, Orchestre royal du Concertgebouw. 12 CD, Decca, 2005.
- Wolfgang Amadeus Mozart, Concertos pour piano et orchestre n°8 & 9, Maria Tipo, piano, Orchestre symphonique de Londres. CD, Ricordi, 1983.
- Wolfgang Amadeus Mozart, Concertos pour piano et orchestre n°20 & 21, Maria Tipo, piano, Orchestre symphonique de Londres. CD, Ricordi, 1983.
- Carl Orff, Carmina Burana, Rundfunk-Sinfonieorchester Berlin. CD, Decca, 1984.
- Sergueï Prokofiev, Alexandre Nevski, Orchestre de Cleveland. CD, Decca, 1984.
- Giacomo Puccini, Turandot, Orchestre de l'Opéra de San Francisco. 2 CD, Gala, 1977.
- Giacomo Puccini, Manon Lescaut, Orchestre Philharmonique du Théâtre Communal de Bologne. 2 CD, Decca, 1988.
- Giacomo Puccini, La Bohème, Orchestre de la Scala de Milan. 2 CD, Decca, 1999.
- Gioachino Rossini, Guglielmo Tell, National Philharmonic Orchestra. 4 CD, Decca, 1980.
- Gioachino Rossini, Il barbiere di Siviglia, Orchestre de la Scala de Milan. 3 CD, CBS Masterworks, 1982.
- Gioachino Rossini, La Cenerentola, Orchestre Philharmonique du Théâtre Communal de Bologne. 2 CD, Decca, 1993.
- Gioachino Rossini, Petite messe solennelle, Orchestre Philharmonique du Théâtre Communal de Bologne. 2 CD, Decca, 1995.
- Gioachino Rossini, Il turco in Italia, Orchestre de la Scala de Milan. 2 CD, Decca, 1998.
- Gioachino Rossini, Stabat Mater, Orchestre royal du Concertgebouw. CD, Decca, 2003.
- Camille Saint-Saëns, Concerto pour violoncelle et orchestre n°2, Édouard Lalo, Concerto pour violoncelle et orchestre, Gabriel Fauré, Élégie, Lynn Harrell, violoncelle, Rundfunk-Sinfonieorchester Berlin. CD, Decca, 1986.
- Robert Schumann, Les symphonies, Orchestre royal du Concertgebouw. 2 CD, Amadeus, 2001.
- Robert Schumann, L'intégrale des symphonies (Édition Mahler), Orchestre du Gewandhaus de Leipzig. 2 CD, Decca, 2008.
- Arnold Schönberg, Gurre-Lieder, RSO Berlin. 2 CD, Decca, 1990.
- Igor Stravinsky, Le Sacre du Printemps, RSO Berlin. CD, RSO Berlin, 1982.
- Igor Stravinsky, Suite de L'Histoire du soldat, Renard, London Sinfonietta. CD, Ricordi, 1983.
- Igor Stravinsky, The Rake's Progress, London Sinfonietta. 2 CD, Decca, 1984.
- Igor Stravinsky, Petrouchka, Pulcinella, Orchestre royal du Concertgebouw. CD, Decca, 1995.
- Igor Stravinsky, Suite de L'Oiseau de feu, Scherzo fantastique, Apollon Musagète, Orchestre royal du Concertgebouw. CD, Decca, 1997.
- Giuseppe Verdi, Macbeth, Orchestre Philharmonique du Théâtre Communal de Bologne. 2 CD, Decca, 1987.
- Giuseppe Verdi, Rigoletto, Orchestre Philharmonique du Théâtre Communal de Bologne. 2 CD, Decca, 1989.
- Antonio Vivaldi, Les Quatre Saisons, Franco Gulli, violon, Orchestre Philharmonique du Théâtre Communal de Bologne. CD, Decca, 1992.

## Sources
1. 1 2 3  Alain Pâris (dir.), Le Nouveau Dictionnaire des interprètes, Paris, Laffont, coll. « Bouquins », 2015 (1re éd. 2004), 1366 p. (ISBN 978-2-221-14576-0, OCLC 908685632), p. 169
2. ↑  Livret du coffret Radio Netherlands Music MCCM 97033.
3. ↑  « Riccardo Chailly élu meilleur chef d'orchestre du monde par la critique », sur France Musique, 3 septembre 2015 (consulté le 18 octobre 2023)